# SV Blau-Weiss Berlin
Sportliche Vereinigung Blau-Weiß 1890 e. V. é uma agremiação esportiva alemã, fundada a 27 de julho de 1927, e sediada em Mariendorf, distrito de Berlin.

## História

Berliner FC Vorwärts.

A cronologia compreende o histórico do SpVgg Blau-Weiss 90 Berlin, falido em 1992, e nascido em 1927 da fusão entre Berliner FC Vorwärts 1890, criado em novembro de 1890, e Berliner Thor- und Fussball Club Union 1892, o BTuFC Union, nascido em junho de 1892.

### Primeiros anos
Os dois clubes predecessores, junto a outras 85 sociedades, foram os membros fundadores da Deutscher Fussball Bund (DFB), em Leipzig em 1900. O Vorwärts venceu o campeonato regional em 1902, 1903 e 1921. No último ano de conquista a equipe enviou quatro jogadores à Seleção Alemã e perdeu a final do campeonato nacional para o FC Nuremberg por 5 a 0. O Union venceu o título nacional do Campeonato Alemão, em 1905, batendo na final, por 2 a 0, o Karlsruher FV.
Logo após a união das duas equipes, em 1927, a nova agremiação foi relegada da máxima divisão citadina. Na temporada seguinte um terceiro time, o Arminia 1906 Berlin se uniu ao Blau-Weiss que começou lentamente o caminho para a promoção à Oberliga Berlin-Brandenburg (I). Em 1933, após a reorganização do futebol alemão por parte do Regime Nazista, o Blau-Weiss foi relegado a disputar a Gauliga Berlin-Brandenburg (I).

### A Segunda Guerra Mundial e o pós-guerra

Union Berlin.

O clube, em 1937, se classificou em último lugar e, portanto, foi rebaixado, mas na temporada 1938-1939 retornou prontamente à máxima divisão regional, ao vencê-la. O Blau-Weiss conquistou um outro título regional, em 1942, e terminou em terceiro lugar nos play-offs nacionais.
No fim da Segunda Guerra Mundial as autoridades aliadas ordenaram o fechamento de todas as associações, inclusive as esportivas. A sociedade foi sucessivamente recriada com o nome de SG Mariendorf e alguns anos depois foi dividida em três partes: SpVgg Blau-Weiss 90 Berlin, reconstituído em 1949, SC Krampe Berlin e SC Mariendorf. O Mariendorf militou na primeira divisão de 1946 a 1948. O Blau-Weiss reconquistou a primeira série, a Oberliga Berlin, em 1950, na qual conseguiu resultados de médio porte até sofrer o descenso em 1960. Após três temporadas na Amateurliga Berlin (II), culminadas com a vitória da divisão, em 1963, a companhia assegurou um lugar na Regionalliga Berlin (II), a noa série formada após a reforma do futebol alemão ocorrida naquele mesmo ano através da criação da Bundesliga.
As apresentações da equipe melhoraram no início da década de 1970 quando venceu o seu grupo da Regionalliga, em 1973, mas declinou nos play-offs de promoção. Na temporada 1973-1974, com a criação da Zweite Bundesliga, a Regionalliga foi dissolvida. O Tennis Borussia Berlin, primeiro classificado, foi promovido à Bundesliga, o Wacker 04 Berlin, segundo classificado, ganhou o acesso à Zweite Bundesliga, enquanto o Blau-Weiss foi rebaixado à Amateurliga Berlin (III).

### Da Bundesliga à bancarrota
Em 1978, o clube retrocedeu à quarta divisão e nas cinco temporadas seguintes militou entre a terceira e a quarta divisão. Em 1984, a equipe retornou à Oberliga Berlin (III), vencendo a divisão, mas dessa vez conquistou o posto para militar na Zweite Bundesliga (II). Em 1986, surpreendeu a todos chegando em segundo lugar na segunda divisão, conquistando de fato um lugar na
Bundesliga. Mas a diferença entre as outras equipes era muito grande, portanto, o clube terminou a temporada 1986-1987 no último lugar, com dezoito pontos. O Blau-Weiss jogou por cinco temporadas na 2. Bundesliga antes de declarar falência em 1992. O time foi rapidamente reconstituído com o nome de SV Blau-Weiss Berlin e foi relegado a atuar na mais baixa divisão da cidade de Berlin. De 1996 até hoje a equipe conquistou um acesso à sexta divisão, mas atualmente milita na sétima.

## Títulos
BTuFC Union
- Campeonato Alemão: 1905;

SpVgg Blau-Weiss Berlin
- Gauliga Berlin-Brandenburg 2: 1939, 1942;